# Molorchoepania viticola
Molorchoepania viticola là một loài bọ cánh cứng trong họ Cerambycidae.